# Flauros
Na demonologia, Flauros (também pronunciado Haures) é o forte Grande Duque do Inferno, com trinta e seis (vinte, de acordo com Pseudomonarchia Daemonum) legiões de demónios sob seu domínio. 
Ele dá respostas verdadeiras de todas as coisas do passado, presente e futuro, mas deve ser primeiro enviado a um triângulo mágico, pois assim ele não vai mentir ou enganar o feiticeiro, e enganá-lo em outras situações. Uma vez inserido no triângulo, vai responder a verdade, e com prazer, falar sobre a divindade, a criação do mundo, sobre ele mesmo e outros anjos caídos. Ele também pode destruir todos os inimigos do mágico e queimá-los. Ao pedido de mágico, ele não vai sofrer as tentações de qualquer outro espírito ou de qualquer outra forma.
Flauros é retratado como um terrível leopardo humanoide e forte que, a pedido do mágico, torna-se um homem com olhos de fogo e uma terrível expressão. Geralmente as pessoas descrevem-no como um leopardo humanóide com grandes garras. 
Flauros supostamente também pode ser evocado, quando num desejo mortal, para se vingar de outros demônios. Isso provavelmente está em sua capacidade incluída de destruir os inimigos do mágico.
Flaures se manifesta, através de sons de felinos e aparição rápida de felinos.
Se manifesta rapidamente.

Outras ortografias : Flavros, Hauras, Haures, Havres. As últimas três ortografias, provavelmente tiveram origem de copistas, para confundir as duas primeiras letras duas primeiras letras de "Flauros", com um H, quando são escritas juntas.